# Parry Sound—Muskoka
Circonscription électorale fédérale du Canada
Parry Sound—Muskoka est une circonscription électorale fédérale et provinciale en Ontario (Canada).

## Circonscription fédérale
La circonscription se situe au nord de Toronto, sur la baie Georgienne du lac Huron. Elle est constituée de la municipalité du district de Muskoka, la plus grande partie du district territorial de Parry Sound, et de la ville de Kearney.
Les circonscriptions limitrophes sont Haliburton—Kawartha Lakes—Brock, Simcoe-Nord, Nickel Belt et Nipissing—Timiskaming. 

### Historique
La circonscription de Parry Sound–Muskoka a été créée en 1947 avec des parties de Muskoka, Nipissing et Parry Sound.
| Législature                                                   | Années       | Député       | Député           | Parti                     |
| ------------------------------------------------------------- | ------------ | ------------ | ---------------- | ------------------------- |
| Parry Sound—Muskoka issue de Muskoka, Nipissing et Oxford-Sud |              |              |                  |                           |
| 21e                                                           | 1949–1953    |              | Wilfred McDonald | Libéral                   |
| 22e                                                           | 1953–1957    |              | Wilfred McDonald | Libéral                   |
| 23e                                                           | 1957–1958    |              | Gordon Aiken     | Progressiste-conservateur |
| 24e                                                           | 1958–1962    |              | Gordon Aiken     | Progressiste-conservateur |
| 25e                                                           | 1962–1963    |              | Gordon Aiken     | Progressiste-conservateur |
| 26e                                                           | 1963–1965    |              | Gordon Aiken     | Progressiste-conservateur |
| 27e                                                           | 1965–1968    |              | Gordon Aiken     | Progressiste-conservateur |
| 28e                                                           | 1968–1972    |              | Gordon Aiken     | Progressiste-conservateur |
| 29e                                                           | 1972–1974    | Stan Darling |                  | Progressiste-conservateur |
| 30e                                                           | 1974–1979    | Stan Darling |                  | Progressiste-conservateur |
| 31e                                                           | 1979–1980    | Stan Darling |                  | Progressiste-conservateur |
| 32e                                                           | 1980–1984    | Stan Darling |                  | Progressiste-conservateur |
| 33e                                                           | 1984–1988    | Stan Darling |                  | Progressiste-conservateur |
| 34e                                                           | 1988–1993    | Stan Darling |                  | Progressiste-conservateur |
| 35e                                                           | 1993–1997    |              | Andy Mitchell    | Libéral                   |
| 36e                                                           | 1997–2000    |              | Andy Mitchell    | Libéral                   |
| 37e                                                           | 2000–2004    |              | Andy Mitchell    | Libéral                   |
| 38e                                                           | 2004–2006    |              | Andy Mitchell    | Libéral                   |
| 39e                                                           | 2006–2008    |              | Tony Clement     | Conservateur              |
| 40e                                                           | 2008–2011    |              | Tony Clement     | Conservateur              |
| 41e                                                           | 2011–2015    |              | Tony Clement     | Conservateur              |
| 42e                                                           | 2015–2018    |              | Tony Clement     | Conservateur              |
| 42e                                                           | 2018-2019    |              | Tony Clement     | Indépendant               |
| 43e                                                           | 2019–2021    |              | Scott Aitchison  | Conservateur              |
| 44e                                                           | 2021–Présent |              | Scott Aitchison  | Conservateur              |

## Circonscription provinciale
Depuis les élections provinciales ontariennes du 4 octobre 2007, l'ensemble des circonscriptions provinciales et des circonscriptions fédérales sont identiques.